# یلچ‌لی (گوله)
یلچ‌لی (به ترکی استانبولی: Yeleçli) یک منطقهٔ مسکونی در ترکیه است که در گوله (شهر) واقع شده‌است.